# 달의 요정 세일러문 (뮤지컬)
《달의 요정 세일러문》(美少女戦士セーラームーン) 은 타케우치 나오코의 만화 《미소녀전사 세일러문》을 원작으로 한 뮤지컬이다.(통칭 "세라뮤")
미디어믹스로써 원작 만화나 TV 애니메이션과 병행하여 반다이의 주최로 1993년~2005년까지 상연된 반다이 버전과, 25주년 기념 프로젝트의 일환으로 2013년부터 2017년까지 디완고, 네르케플래닝의 주최로 상연된 네르케 버전이 존재한다. 또한 2018년 3월 현재 노기자카46에 의한 공연과 2019년부터 시작되는 신 시리즈가 예정되어 있다.

## 개요
다카라즈카 가극단의 《베르사이유의 장미》이외에 처음으로 흥행에 성공한 만화 원작 애니메이션의 무대화로, 현재의 2.5차원 뮤지컬의 시조라고 할 수 있다.
TV애니메이션 《미소녀전사 세일러문 R》의 방영중인 1993년 여름, 미디어믹스의 일환으로 반다이에서 상연한 뮤지컬 《미소녀전사 세일러문 외전 다크 킹덤의 부활 편》이 초연이다(반다이 주최).

## 작품리스트

### 반다이 버전
- 1993 외전 - 다크 킹덤의 부활 편
- 1994 외전 - 다크 킹덤의 부활 편 개정판
- 1994 세일러문 S 우사기 ~ 사랑의 전사로서의 길
- 1995 세일러문 S 변신~슈퍼 전사로서의 길
- 1995 세일러문 S 변신~슈퍼 전사로서의 길 개정판
- 1995 세일러문 SuperS 꿈의 전사.사랑 영원히...
- 1996 세일러문 SuperS 개정판 꿈의 전사.사랑 영원히... 새턴 부활편
- 1996 세일러 스타즈
- 1997 세일러 스타즈 개정판
- 1997 영원전설
- 1998 영원전설 개정판 - The Final First Stage!! (안자문, 그 외 턱시도 가면,전사들 졸업공연)
- 1998 신전설강림 - The Beginning of the New Legend
- 1999 카구야섬 전설
- 1999 카구야섬 전설 개정판 ~ 여름방학 보석 탐험단 (후미나문 졸업공연)
- 2000 신 / 변신 슈퍼 전사로서의 길 - 라스트 드라쿨 서곡
- 2000 결전 / 트랜실베니아의 숲 - 신등장! 치비문을 지키는 전사들
- 2001 결전 / 트랜실베니아의 숲 개정판 - 최강의 적 다크 카인의 수수께끼
- 2001 라스트 드라쿨 최종장 - 초혹성 데스 발칸의 봉인 / Super Revue Musical Show (미유키문 졸업공연)
- 2001 탄생! 암흑의 프린세스 블랙레이디
- 2002 탄생! 암흑의 프린세스 블랙레이디 개정판 ~ 혹성 네메시스의 수수께끼
- 2002 10주년 기념공연 - 사랑의 생츄어리 (스폐셜 게스트 초대 토크 쇼)
- 2002 무한 학원 미스트리스 라비린스
- 2003 무한 학원 미스트리스 라비린스 개정판
- 2003 스리라이츠 유성전설
- 2004 카큐 황녀 강림 - The Second Stage Final
- 2004 신 카구야 섬의 전설
- 2005 신 카구야 섬의 전설 개정판(마리나문, 그 외 턱시도 가면, 전사들 졸업 공연)
- 신카구야섬 개정판을 끝으로 세일러문 뮤지컬은 무기한 휴지에 들어감.

### 네르케 버전
(턱시도 가면 외 남자 역을 맡은 배우 전원이 여성, 전사들의 세일러복 디자인 변경, 
이 때까지와는 달리 전사들의 테마곡이나 다른 곡들의 스타일이 변경, 
유튜브에 비디오 영상 공개, 2013년 9월 23일 초연)
- 2013 La Reconquista
- 2014 Petite Étrangère
- 2015 Un Nouveau Voyage(사토미문, 그 외 내행성 전사들 졸업 공연)
- 2016 Amour Eternal
- 2017 Le Mouvement Final(호타루문 외 전 배역 졸업 공연)
- 2018 노기자카46 편(Team MOON, Team STAR 두 팀으로 구성된다. 턱시도 가면, 조연과 악역들은 전문 배우)
- 2019 노기자카46 2019 편(전편에 턱시도 가면, 조연과 악역들 맡았던 배우들은 바뀜 없이 그대로 유지된다.)
- 2021 카구야 공주의 연인 편(극장판 미소녀 전사 세일러문 S편을 뮤지컬화했다. 원래는 2020년에 공연하려고 했으나 코로나19로 인해 1년 연기되었다.)